# Rue Ginoux
La rue Ginoux est une voie du 15e arrondissement de Paris, en France.

## Situation et accès
La rue Ginoux est une voie publique située dans le 15e arrondissement de Paris. Elle débute au 53, rue Émeriau et se termine au 52, rue de Lourmel.

## Origine du nom
Cette voie est nommée d'après le nom du propriétaire des terrains, monsieur Ginoux, qui, sous la Révolution, avait acheté la ferme et les terrains de Grenelle.

## Historique
Cette voie de l'ancienne commune de Grenelle portait le nom de « passage Baran » et « rue Baran ». Rattachée à la voirie de Paris en 1863, la rue prend son nom actuel le 24 août 1864. L’odonyme rappelle le nom du propriétaire du terrain sur lequel la rue a été tracée, monsieur Migeot de Baran. C’est lui qui a donné le nom à la nouvelle voie.